# La Roche-Bernard
La Roche-Bernard är en kommun i departementet Morbihan i regionen Bretagne i nordvästra Frankrike. Kommunen ligger i kantonen La Roche-Bernard som tillhör arrondissementet Vannes. År 2022 hade La Roche-Bernard 720 invånare.

## Befolkningsutveckling
Antalet invånare i kommunen La Roche-Bernard
| Referens: INSEE |